# Erythrogonia pectinata
Erythrogonia pectinata är en insektsart som beskrevs av Young 1977. Erythrogonia pectinata ingår i släktet Erythrogonia och familjen dvärgstritar. Inga underarter finns listade i Catalogue of Life.